# Шифт-объектив
Шифт-объектив — название группы специальных объективов, обладающих возможностью подвижек относительно кадрового окна фотоаппарата за счёт конструкции оправы и увеличенной кроющей способности. В маркировке объективов, допускающих только сдвиг оптической оси в поперечном направлении, присутствуют буквы PC, означающие управление перспективой (англ. Perspective Control, Perspective Correction). При наличии дополнительной возможности наклона оптической оси, объектив чаще всего маркируется аббревиатурой TS, означающей сдвиг и наклон (англ. Tilt and Shift). В профессиональном обиходе вместо слова «наклон» часто используется «уклон».
Обе разновидности предназначены для коррекции перспективных искажений изменением положения оптического блока относительно фотоплёнки или сенсора. Шифт-объективы стали компактной заменой крупноформатных карданных камер, пригодных для архитектурной и иной технической съёмки, требующей оптической трансформации изображения. В последнее время получили распространение в фотоискусстве и кинематографе для получения различных художественных эффектов.

## Особенности
Шифт-объективы могут использоваться только с однообъективными зеркальными фотоаппаратами, поскольку требуют сквозного визирования, недоступного с другими типами видоискателя. Главным отличием шифт-объектива, многократно удорожающим его по сравнению с обычными, является запас поля изображения, значительно превосходящего необходимое для формата кадра, на который этот объектив рассчитан. Причём, оптические характеристики получаемого изображения должны оставаться равномерными по всему полю, в том числе на его краях. Это необходимо при сдвиге оптической оси объектива от центра кадрового окна, при котором не должно наблюдаться виньетирования и ухудшения разрешающей способности. Наибольшую трудность увеличение поля изображения представляет для широкоугольных шифт-объективов, поскольку требует дополнительного расширения угла поля зрения. Например, угол поля зрения обычного объектива с фокусным расстоянием 35 мм, рассчитанного на малоформатный кадр, составляет 63°, тогда как аналогичный шифт-объектив должен обеспечивать до 80°.
Другое отличие, наиболее заметное внешне, заключается в сложной конструкции оправы, позволяющей перемещать оптический блок кроме продольного направления фокусировки, в поперечных направлениях с высокой точностью. Чаще всего для сдвига используется специальная направляющая и микрометрический винт с возможностью фиксации в любом промежуточном положении. Аналогичным образом происходит управление уклоном, который выполняется за счёт наличия криволинейных поверхностей цилиндрического профиля, перемещающихся друг относительно друга. Установка винтов в «нулевое» положение превращает шифт-объектив в обычный, без сдвига и уклона. Кроме направляющих, оправа шифт-объективов имеет шарнир для поворота вокруг продольной оси, для изменения плоскости сдвига и уклона. При этом оптический блок с направляющими свободно вращается относительно хвостовика объектива, позволяя выполнять сдвиг и уклон в любую сторону. Подвижная конструкция оправы в большинстве случаев вынуждает отказываться от механических приводов прыгающей диафрагмы и передачи её значения в TTL-экспонометр. Большинство шифт-объективов (например, практически все PC-Nikkor) до недавнего времени снабжались механизмом диафрагмы с предварительной установкой и позволяли измерять экспозицию только при рабочем отверстии. Более современные объективы снабжаются электромагнитным приводом прыгающей диафрагмы, стыкующимся с фотоаппаратом через электронный интерфейс. Кроме того, ни один из шифт-объективов не поддерживает автофокус.
Наиболее широкое распространение получили шифт-объективы, рассчитанные на малоформатный и, в меньшей степени, на среднеформатный кадр. Почти все крупноформатные и некоторые среднеформатные фотоаппараты, как правило, предусматривают возможность подвижек за счёт конструкции корпуса.
Первый в мире шифт-объектив «PC-Nikkor 3,5/35» был выпущен в 1962 году компанией Nippon Kogaku K. K.. В СССР первый шифт-объектив «ПКС Мир-67Н» 2,8/35 разработан на заводе «Арсенал» в 1990 году. В 1993 году ему присвоено наименование «ПКС Арсат-Н», позднее заменённое на современное «Arax».

## Использование
Техника использования сдвига и уклона шифт-объективов сходна с приёмами съёмки форматными камерами, допускающими подвижки объективной доски. Отличие состоит в невозможности сдвига и уклона кассетной части.
Наиболее широкими возможностями обладают объективы, которые помимо сдвига допускают наклон оптической оси (англ. tilt and shift). Такая конструкция даёт возможность изображать одновременно резкими предметы, расположенные на разных расстояниях без уменьшения относительного отверстия объектива.
Кроме того, уклон даёт дополнительные возможности коррекции перспективы, в том числе в интерьерной и предметной съёмке. В то же время, уклон нарушает параллельность плоскостей резкого изображения и кадрового окна, приводя при съёмке пейзажа к иллюзии малой глубины резкости, напоминающей картину при макросъёмке. В результате, обычный городской ландшафт становится похожим на уменьшенный макет. Уклон в крайние положения также может использоваться при панорамной съёмке. 
По сравнению с фотоаппаратами прямого визирования, шифт-объективы предоставляют ограниченные возможности коррекции перспективы и трансформации изображения. Большинство камер прямого визирования, особенно карданные, допускают подвижку и уклон во всех плоскостях как объективной, так и кассетной частей. Шифт-объективы позволяют использовать подвижку и уклон только объектива и только в одной плоскости. Для получения подвижки в другой плоскости оправа делается поворотной. Тилт-шифт объективы позволяют сочетать уклон и подвижку, как правило, во взаимно перпендикулярных плоскостях.

## Виды шифт-объективов
На сегодняшний день наиболее распространённые шифт-объективы имеют фокусные расстояния 24 мм, 28 мм, 35 мм, 45 мм, 85 мм и 90 мм.
| Модель                                        | Производитель  | Макс. сдвиг / уклон        | Изображение | Формат                  | Примечание |
| --------------------------------------------- | -------------- | -------------------------- | ----------- | ----------------------- | --- |
| Arax 50/2,0                                   | Арсенал        | ±11 мм / ±8°               |             | APS-C, Micro 4:3        | байонет А или Микро 4:3 |
| Arax 35/2,8                                   | Арсенал        | ±11 мм / ±8°               |             | Малый                   | Выпускается для различных малоформатных фотосистем |
| Arax 80/2,8                                   | Арсенал        | ±11 мм / ±8°               |             | Малый                   | Выпускается для различных малоформатных фотосистем |
| Canon TS-E 17/4L                              | Canon          | ±12 мм / ± 6,5°            |             | Малый                   | Электромагнитный привод прыгающей диафрагмы |
| Canon TS-E 24/3,5L II                         | Canon          | ±12 мм / ± 8,5°            |             | Малый                   | Электромагнитный привод прыгающей диафрагмы |
| Canon TS-E 45/2,8                             | Canon          | ±11 мм / ±8°               |             | Малый                   | Электромагнитный привод прыгающей диафрагмы |
| Canon TS-E 90/2,8                             | Canon          | ±11 мм / ±8°               |             | Малый                   | Электромагнитный привод прыгающей диафрагмы |
| CA Shift Rokkor 35/2,8                        | Minolta        | ±11 мм / —                 |             | Малый                   | Прыгающая диафрагма |
| Laowa 15mm f/4 Wide Angle Macro               | Venus Optics   | ±6 мм / —                  |             | APS-C, Малый            | Выпускается для различных фотосистем, не имеет контактов на байонете, управление механическое, полностью ручное                                                                                            |
| Laowa 20mm f/4 Zero-D Shift                   | Venus Optics   | ±11 мм / —                 |             | Малый, Цифровой средний | ±8 мм для камер Fujifilm GFX |
| Hartblei Super Rotation 35, 65, 80, 120 f/2,8 |                | 10/8°, 12/8°, 10/8°, 10/8° |             | Малый                   | Выпускается для различных малоформатных фотосистем |
| MC TS-PC HARTBLEI 45/3.5 Super-Rotator        |                | ±12 мм / ±8°               |             | Средний                 | Байонет Б |
| PA-Curtagon 35/4                              | Schneider      | ±7 мм / —                  |             | Малый                   | Прыгающая диафрагма |
| PC-Nikkor 28/3,5                              | Nikon          | ±11 мм / —                 |             | Малый                   | Диафрагма с предварительной установкой |
| PC-Nikkor 35/2,8                              | Nikon          | ±11 мм / —                 |             | Малый                   | Диафрагма с предварительной установкой |
| PC-E Nikkor 24/3,5D ED                        | Nikon          | ±11,5 мм / ±8,5°           |             | Малый                   | Электромагнитный привод прыгающей диафрагмы, совместимый только с новейшими камерами |
| PC-E Nikkor 45/2,8D ED                        | Nikon          | ±11,5 мм / ±8,5°           |             | Малый                   | Электромагнитный привод прыгающей диафрагмы, совместимый только с новейшими камерами |
| PC-E Nikkor 85/2,8D ED                        | Nikon          | ±11,5 мм / ±8,5°           |             | Малый                   | Электромагнитный привод прыгающей диафрагмы, совместимый только с новейшими камерами |
| Samyang TS 24/3,5                             | Samyang Optics | ±12 мм / ±8,5°             |             | Малый, APS-C, 4:3       | Выпускается для различных фотосистем. Объектив с полностью ручным управлением. Позволяет независимо друг от друга поворачивать узлы наклона и сдвига на углы до 90° относительно продольной оси объектива. |
| SMC Pentax Shift 28/2,8                       | Pentax         | ±11 мм / —                 |             | Малый                   | Диафрагма с предварительной установкой |
| SMC PENTAX 6X7 Shift 75/4,5                   | Pentax         | ±20 мм / —                 |             | Средний                 | Диафрагма с предварительной установкой |
| Zuiko-Shift 24/3,5                            | Olympus        | ±10 мм / —                 |             | Малый                   | Прыгающая диафрагма |

## Шифт-адаптер
Дорогостоящие шифт-объективы могут быть частично заменены шифт-адаптером, который является усложнённой разновидностью обычного адаптера, позволяющего использовать объективы со стандартом присоединения, не соответствующим использованному в фотоаппарате. Шифт-адаптеры позволяют вести съёмку только оптикой, рассчитанной на более крупный размер кадра, поскольку сдвиг требует значительного запаса поля изображения объектива. Кроме того, рабочий отрезок объективов должен быть длиннее, чем у штатной оптики, поскольку конструкция адаптера обладает значительной длиной. 
Такая технология ограничивает использование сдвига, поскольку позволяет крепить сравнительно длиннофокусные объективы, мало востребованные в архитектурной съёмке. Наибольшую актуальность коррекция перспективных искажений представляет для съёмки широкоугольной оптикой. Однако, при использовании широкоугольных объективов, рассчитанных на более крупный формат, на уменьшенном кадре они становятся нормальными. Так, широкоугольными для среднего формата 6×6 см считаются объективы с фокусными расстояниями 45—65 мм. При установке такого объектива через шифт-адаптер на малоформатную камеру, используемый угол поля зрения соответствует нормальному объективу. Фокусные расстояния 24—28 мм, наиболее востребованные при архитектурной и интерьерной съёмке, оказываются короче, чем среднеформатный «рыбий глаз» 30 мм. Максимальный практический эффект достижим при использовании шифт-адаптеров для уклона, популярного из-за возможности смещения плоскости резкого изображения.
Среди фотолюбителей получили распространение простейшие тилт-адаптеры, представляющие собой кольцо с непараллельными фланцами крепления объектива и камеры. Возможность вращения адаптера с объективом относительно фотоаппарата позволяет перемещать плоскость резкого изображения, выбирая её оптимальное положение. Ещё более дешёвой альтернативой шифт-объективам служит система Lensbaby, позволяющая использовать уклон в любую сторону. Недостатком системы является небольшая светосила и низкое качество изображения, неприемлемые для профессиональной фотографии.